# Konstantin Dmitryevich Golubev
Konstantin Dmitryevich Golubev (tiếng Nga: Константи́н Дми́триевич Го́лубев; 27 tháng 3 năm 1896 - 9 tháng 6 năm 1956) là một tướng lĩnh và chỉ huy quân đội Liên Xô.
Ông sinh ra ở Petrovsk, Saratov, tham chiến trong Chiến tranh thế giới thứ nhất trong Quân đội Đế quốc Nga trước khi gia nhập Bolshevik. Ông tốt nghiệp Học viện Quân sự Frunze năm 1926, tốt nghiệp khóa đào tạo nâng cao ba tháng dành cho sĩ quan tham mưu cấp cao cũng tại Học viện Quân sự Frunze năm 1929. Ông trải qua nhiều vị trí trong các đơn vị quân đội ở Belarussia, Bắc Kavkaz. Vào tháng 10 năm 1938, ông được gửi đến học tại Học viện của Bộ Tổng tham mưu RKKA, nhưng đến tháng 2 năm 1939, ông được gửi đến Học viện Quân sự Frunze làm giảng viên cao cấp, và sau đó là trưởng ban tại Cục Tác chiến Bộ Tổng tham mưu.
Ông được phong quân hàm Kombrig (sư đoàn trưởng) cuối năm 1935, Komdiv (tư lệnh quân đoàn) đầu năm 1938, thiếu tướng giữa năm 1940, trung tướng ngày 13 tháng 6 năm 1942. Ông còn được phong học hàm phó giáo sư (1939), phó tiến sĩ khoa học quân sự (1941).
Tháng 3 năm 1941, ông được cử làm tư lệnh Tập đoàn quân 10 thuộc Quân khu đặc biệt phía Tây, chấn giữ điểm lồi Białystok.
Vào ngày 26 tháng 7, ông được bổ nhiệm làm tư lệnh Tập đoàn quân 13 của Phương diện quân Trung tâm, lúc đó đang tham gia trận Smolensk (1941). Ngày 25 tháng 8, bị cách chức và triệu hồi theo sự điều động của Bộ trưởng Bộ Quốc phòng Liên Xô.
Ngày 15 tháng 10 năm 1941, ông được bổ nhiệm làm tư lệnh Tập đoàn quân 43. Dưới sự chỉ huy của ông, tập đoàn quân 43 đã tham gia vào các giai đoạn phòng thủ và tấn công của Trận Moskva (1941), trong các Chiến dịch phản công Rzhev-Vyazma (1942), Smolensk (1943) và Chiến dịch Vitebsk–Orsha (1944). Vào mùa xuân năm 1944, trong các trận đánh gần Vitebsk, Trung tướng Golubev đã bị thương nặng và được cứu chữa từ tháng 5 đến tháng 10.
Từ tháng 10 năm 1944 cho đến khi chiến tranh kết thúc, Golubev là Phó Ủy viên thứ nhất của Hội đồng Nhân dân Liên Xô về việc hồi hương công dân Liên Xô từ Đức và các nước đồng minh.
Kể từ tháng 8 năm 1949, ông làm giảng viên cao cấp tại Học viện Quân sự Cao cấp Voroshilov. Tháng 1 năm 1953, ông được cho nghỉ hưu. Nhưng hai năm sau, vào tháng 3 năm 1955, ông lại được ghi danh vào đội ngũ cán bộ của Quân đội Liên Xô và được bổ nhiệm làm thư ký khoa học của Hội đồng Học thuật của Học viện Quân sự Cao cấp Voroshilov.
Ông đã được nhận Huân chương Lenin, Huân chương Cờ Đỏ, Huân chương Kutuzov hạng nhất, và nhiều huân, huy chương khác của Liên Xô, Ba Lan, Tiệp Khắc và Nam Tư. Ông qua đời ở Moskva.